# Saint-Genis-d'Hiersac
Pour les articles homonymes, voir Saint-Genis (homonymie).
Saint-Genis-d'Hiersac est une commune du Sud-Ouest de la France, située dans le département de la Charente (région Nouvelle-Aquitaine).
Ses habitants sont les Saint-Genissois et Saint-Genissoises.

## Géographie

### Localisation et accès
Saint-Genis-d'Hiersac est une commune située à 15 km au nord-ouest d'Angoulême et 8 km au sud-est de Rouillac, sur la route d'Angoulême à Saint-Jean-d'Angély et la rive droite de la Charente dont elle surplombe la large vallée.
Le bourg de Saint-Genis est aussi à 8 km à l'est de Vars et 9 km au nord d'Hiersac, chef-lieu de son canton, d'où le nom de la commune située à son extrémité nord.
La route principale est la D 939, route d'Angoulême à La Rochelle par Saint-Jean-d'Angély, qui traverse toute la commune en restant sur les hauteurs et passe à 0,3 km au nord du centre-bourg. La D 11, route de Rouillac à Chasseneuil par Vars, bifurque aussi de cette route et traverse le nord de la commune d'ouest en est. La D 19, route d'Angoulême à Genac et Aigre par la rive droite de la Charente, bifurque aussi de la D 939 près du bourg et va vers le nord. Ce dernier est traversé par la D 53 en direction d'Hiersac.
Saint-Genis-d'Hiersac fait partie des 80 communes de l'aire urbaine d'Angoulême.

### Hameaux et lieux-dits
La commune compte quelques hameaux relativement importants : Basse au nord-est, au bord de la Charente et sur la route de Vars, Boisrouffier, Grosbot, plus près du bourg et dominant la vallée, les Avenants à l'ouest, Roissac, les Chênasses, les Grillauds et Boursandreau au sud, etc..

### Communes limitrophes
|                       | Genac-Bignac          | Vouharte  |
| Saint-Cybardeaux      | Saint-Genis-d'Hiersac | Montignac |
| Saint-Amant-de-Nouère | Asnières-sur-Nouère   | Marsac    |

### Géologie et relief
Le sol de la commune est composé de calcaire datant du Jurassique supérieur (Kimméridgien et Portlandien). Le Portlandien occupe le sud de la commune et forme une cuesta faisant face au nord-est qui correspond aussi au versant ouest de la vallée de la Charente, très large au nord d'Angoulême.
On trouve quelques zones de grèzes datant du Quaternaire, sur le sommet du plateau 500 m à l'est du bourg. Les vallées mêmes de la Charente (partie inondable, à l'extrême nord-est de la commune) et de la Nouère (à l'ouest) sont composées d'alluvions plus récentes (limon, argile sableuse, tourbe),,.
La commune occupe les hauteurs comprises entre les vallées de la Nouère à l'ouest, et celle de la Charente à l'est. La Charente se divise en de nombreux bras, et la Grande Île ou île de Saint-Genis fait partie du territoire communal.
Le point culminant de la commune est à une altitude de 147 m, situé à Grosbot et dominant la vallée de la Charente, correspondant aussi à la crête de la cuesta. Le point le plus bas est à 41 m, situé le long de la Charente à l'extrémité nord-est. Le bourg est à environ 130 m d'altitude, et le clocher de son église est visible de loin. À l'ouest, la Nouère quitte la commune à une altitude de 59 m.

### Hydrographie

#### Réseau hydrographique

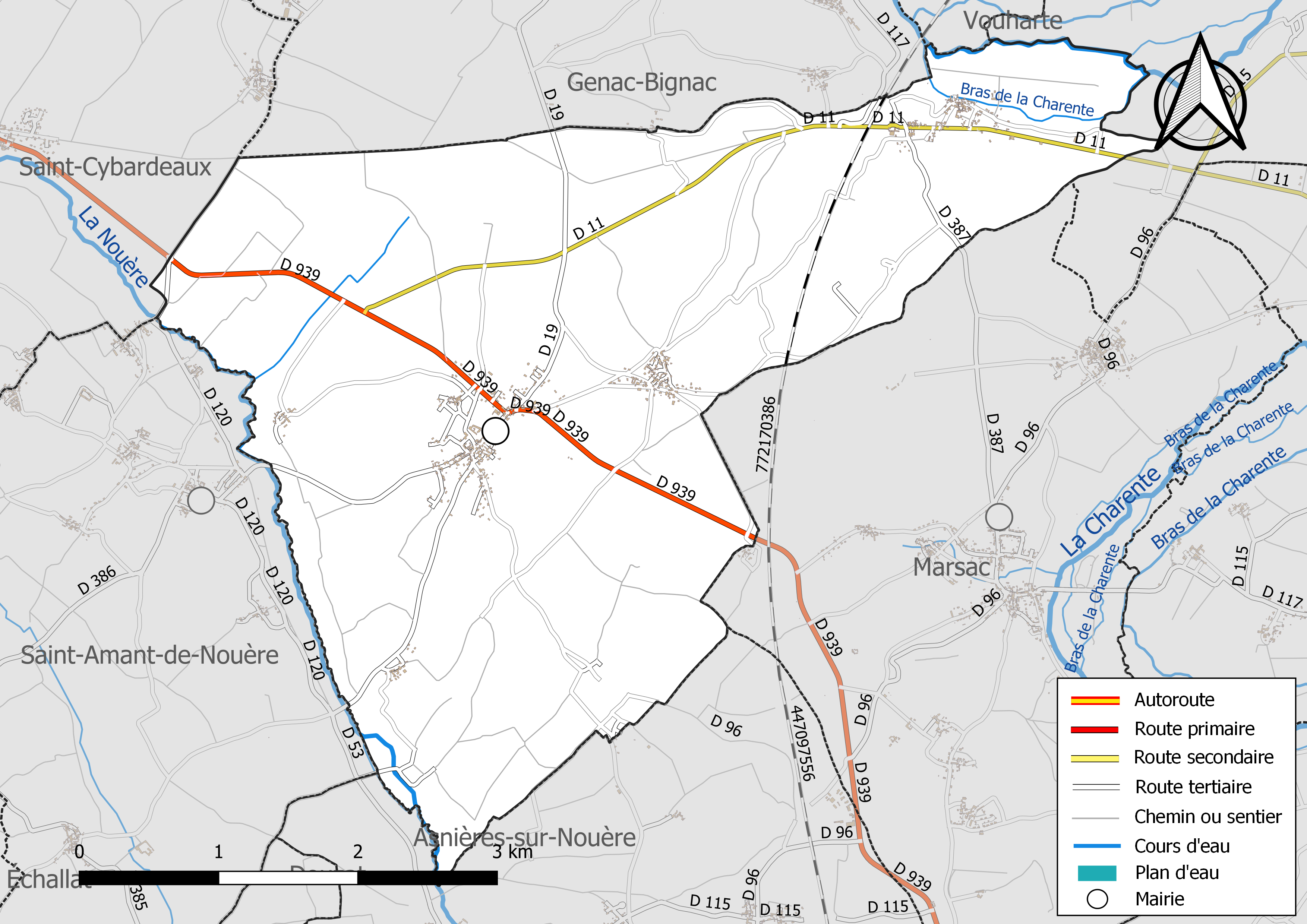
Réseaux hydrographique et routier de Saint-Genis-d'Hiersac.

La commune est située dans le bassin versant de la Charente au sein du Bassin Adour-Garonne. Elle est drainée par la Charente, la Nouère, et par un petit cours d'eau, qui constituent un réseau hydrographique de 7 km de longueur totale,.
La commune est à la fois arrosée par la Charente en amont d'Angoulême à son extrémité nord-est (hameau de Basse), et, sur sa limite occidentale, par la Nouère, affluent de la Charente en aval d'Angoulême.
De nombreuses sources et fontaines sont disséminées dans la commune, comme la Font des Rosiers près de la Nouère, ou la source de la Prévôté, la source du Tillet et la fontaine de Sérignac près du bourg.

#### Gestion des eaux
Le territoire communal est couvert par le schéma d'aménagement et de gestion des eaux (SAGE) « Charente ». Ce document de planification, dont le territoire correspond au bassin de la Charente, d'une superficie de 9 300 km2, a été approuvé le 19 novembre 2019. La structure porteuse de l'élaboration et de la mise en œuvre est l'établissement public territorial de bassin Charente. Il définit sur son territoire les objectifs généraux d’utilisation, de mise en valeur et de protection quantitative et qualitative des ressources en eau superficielle et souterraine, en respect des objectifs de qualité définis dans le troisième SDAGE  du Bassin Adour-Garonne qui couvre la période 2022-2027, approuvé le 10 mars 2022.

### Climat
Comme dans les trois quarts sud et ouest du département, le climat est océanique aquitain.

## Urbanisme

### Typologie
Au 1er janvier 2024, Saint-Genis-d'Hiersac est catégorisée commune rurale à habitat dispersé, selon la nouvelle grille communale de densité à 7 niveaux définie par l'Insee en 2022.
Elle est située hors unité urbaine. Par ailleurs la commune fait partie de l'aire d'attraction d'Angoulême, dont elle est une commune de la couronne,. Cette aire, qui regroupe 94 communes, est catégorisée dans les aires de 50 000 à moins de 200 000 habitants,.

### Occupation des sols
L'occupation des sols de la commune, telle qu'elle ressort de la base de données européenne d’occupation biophysique des sols Corine Land Cover (CLC), est marquée par l'importance des territoires agricoles (93,3 % en 2018), en diminution par rapport à 1990 (95,7 %). La répartition détaillée en 2018 est la suivante : 
terres arables (57,3 %), zones agricoles hétérogènes (19,6 %), cultures permanentes (15,2 %), zones urbanisées (4,1 %), forêts (2,6 %), prairies (1,2 %). L'évolution de l’occupation des sols de la commune et de ses infrastructures peut être observée sur les différentes représentations cartographiques du territoire : la carte de Cassini (XVIIIe siècle), la carte d'état-major (1820-1866) et les cartes ou photos aériennes de l'IGN pour la période actuelle (1950 à aujourd'hui).

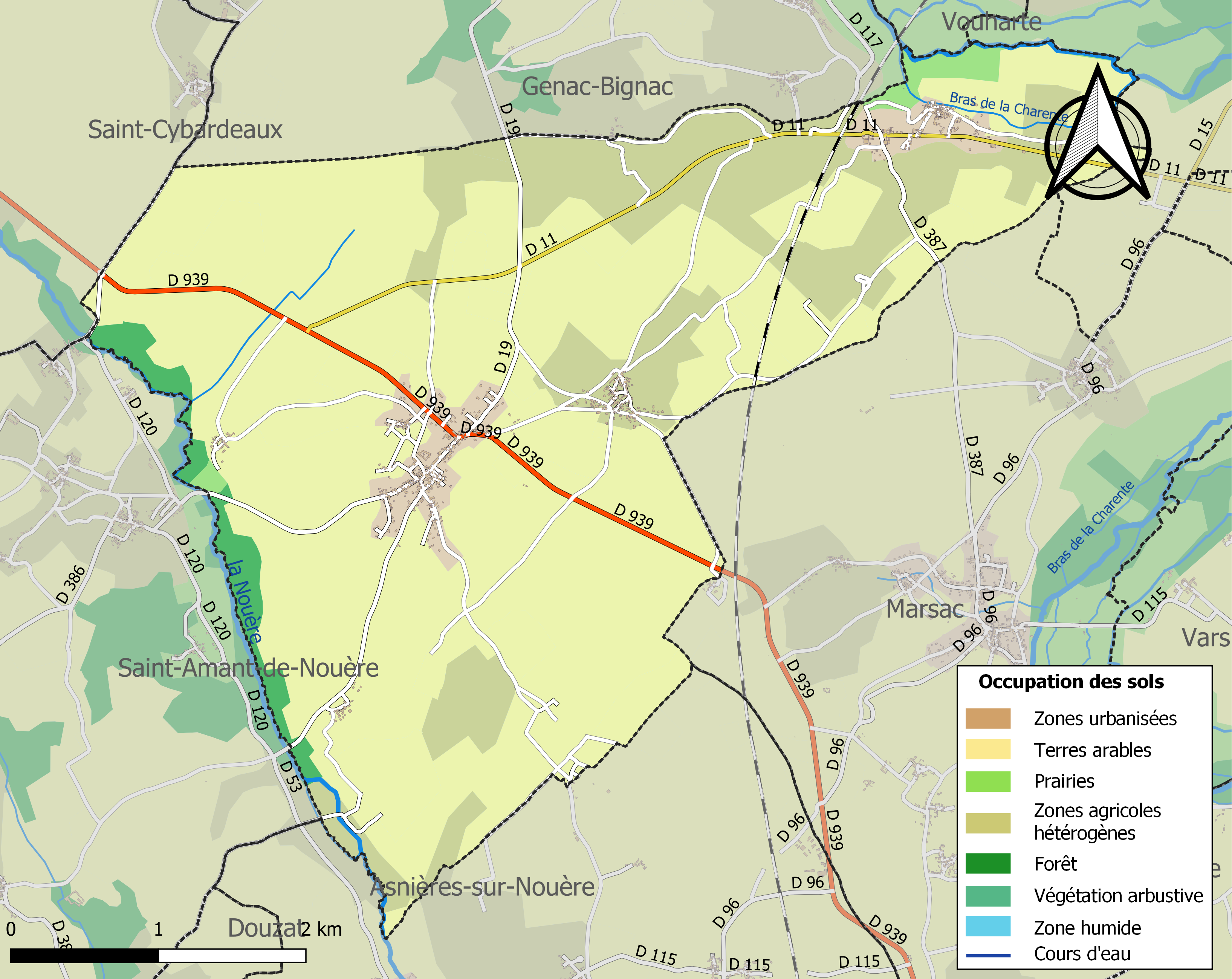
Carte des infrastructures et de l'occupation des sols de la commune en 2018 (CLC).

### Risques majeurs
Le territoire de la commune de Saint-Genis-d'Hiersac est vulnérable à différents aléas naturels : météorologiques (tempête, orage, neige, grand froid, canicule ou sécheresse), inondations et séisme (sismicité modérée). Il est également exposé à un risque technologique, le transport de matières dangereuses. Un site publié par le BRGM permet d'évaluer simplement et rapidement les risques d'un bien localisé soit par son adresse soit par le numéro de sa parcelle.

#### Risques naturels
Certaines parties du territoire communal sont susceptibles d’être affectées par le risque d’inondation par débordement de cours d'eau, notamment la Charente et la Nouère. La commune a été reconnue en état de catastrophe naturelle au titre des dommages causés par les inondations et coulées de boue survenues en 1982, 1993, 1999 et 2021,.

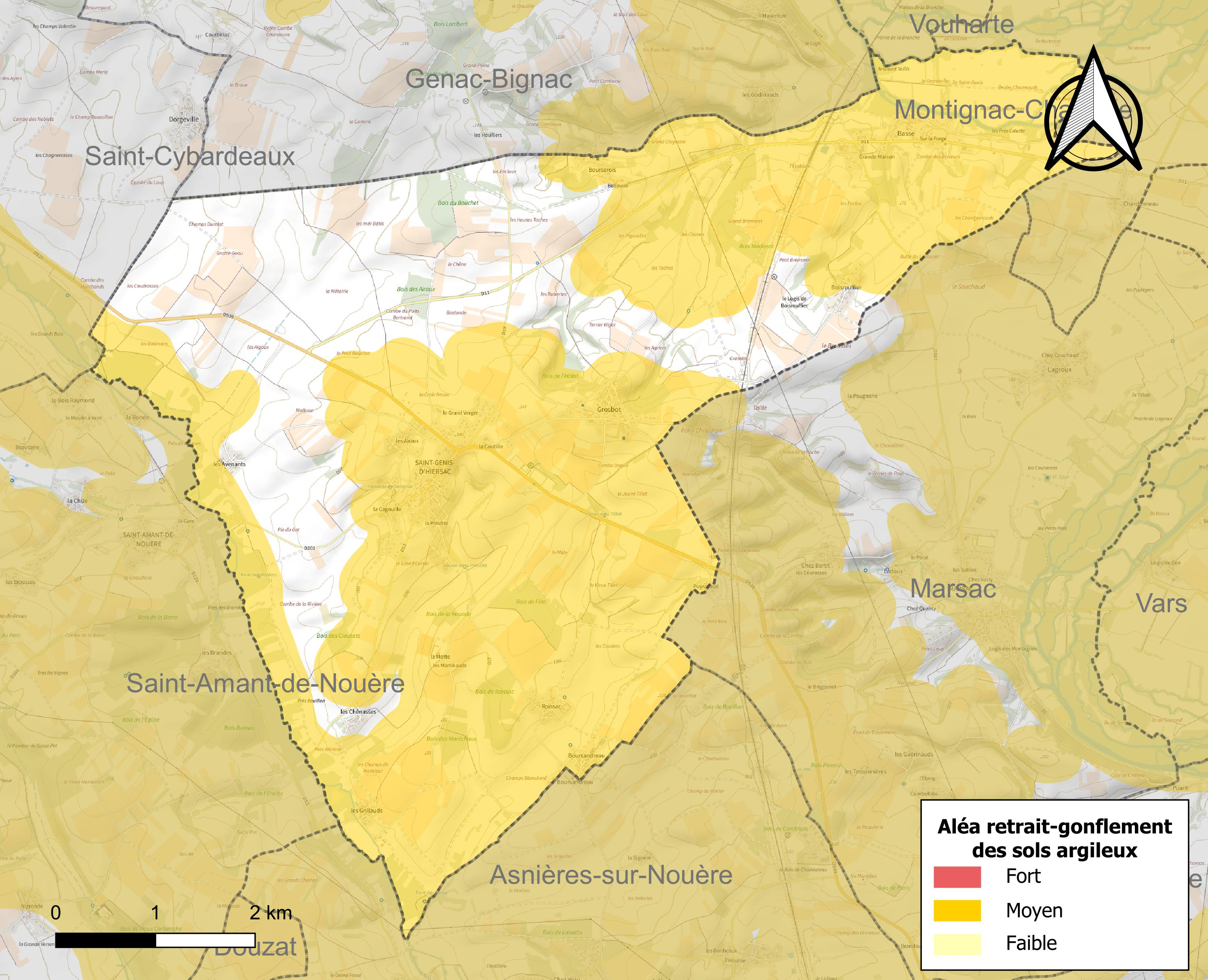
Carte des zones d'aléa retrait-gonflement des sols argileux de Saint-Genis-d'Hiersac.

Le retrait-gonflement des sols argileux est susceptible d'engendrer des dommages importants aux bâtiments en cas d’alternance de périodes de sécheresse et de pluie. 69,4 % de la superficie communale est en aléa moyen ou fort (67,4 % au niveau départemental et 48,5 % au niveau national). Sur les 439 bâtiments dénombrés sur la commune en 2019, 402 sont en aléa moyen ou fort, soit 92 %, à comparer aux 81 % au niveau départemental et 54 % au niveau national. Une cartographie de l'exposition du territoire national au retrait gonflement des sols argileux est disponible sur le site du BRGM,.
Par ailleurs, afin de mieux appréhender le risque d’affaissement de terrain, l'inventaire national des cavités souterraines permet de localiser celles situées sur la commune.
Concernant les mouvements de terrains, la commune a été reconnue en état de catastrophe naturelle au titre des dommages causés par des mouvements de terrain en 1999.

#### Risques technologiques
Le risque de transport de matières dangereuses sur la commune est lié à sa traversée par une ou des infrastructures routières ou ferroviaires importantes ou la présence d'une canalisation de transport d'hydrocarbures. Un accident se produisant sur de telles infrastructures est susceptible d’avoir des effets graves sur les biens, les personnes ou l'environnement, selon la nature du matériau transporté. Des dispositions d’urbanisme peuvent être préconisées en conséquence.

## Toponymie
Les formes anciennes sont Sanctus Genesius en 879, Sanctus Genesius de Moleriis en 1307.
Genesius est le nom de plusieurs saints, dont un martyr chrétien à Rome. Les noms dérivés Saint-Genis , Saint-Genès, Saint-Geniès, Saint-Geniez, Saint-Gineis sont nombreux en France; voir aussi Saint-Genis-de-Blanzac dans le sud du département.
Saint-Genis-d'Hiersac était appelé autrefois Saint-Genis-les-Meulières, parce qu'il existait des carrières importantes d'où l'on extrayait des meules de moulins.
Pendant la Révolution, elle s'est appelée provisoirement Genis-les-Meulières, et la commune a été créée Saint-Genis en 1793, avant de s'appeler Saint-Genis-d'Hiersac en 1897.

## Histoire
Deux anciennes voies romaines passaient dans la commune. Au nord, la voie d'Agrippa de Saintes à Lyon par Limoges et Clermont fait la limite de commune et va d'est en ouest. L'autre voie, celle de Saint-Cybardeaux à Angoulême et Périgueux, orientée du sud-est au nord-ouest, est à peu près parallèle à la route actuelle D 939 et passe non loin du bourg. Les deux voies se croisaient au nord-ouest de la commune peu avant Dorgeville, et ce carrefour a pu justifier l'existence d'un marché et d'une agglomération, peut-être Sermanicomagus (ou Germanicomagus) au site des Bouchauds.
La période gallo-romaine a laissé quelques vestiges : près des Avenants, une villa a été trouvée, ainsi qu'aux Airaux (il s'agit peut-être du même site) ; près des Grillauds, quatre sépultures. Sous la première marche de l'église, une sépulture du VIIe siècle a été trouvée.
Au Moyen Âge, un château fort occupait la position stratégique de Saint-Genis. C'était un fief qui relevait de la châtellenie de Montignac. Entre le XVe siècle et la fin du XVIIIe siècle, il a appartenu à la famille de La Porte aux Loups. Au XVIIe siècle, le logis actuel a remplacé le château, dont il ne reste que des caves, oubliettes et souterrains-refuges qui débouchaient dans la plaine.
Les carrières d'où l'on extrayait des meules de moulins étaient situées à l'endroit du champ de foire actuel.
La Motte (aussi orthographié la Mothe) était un autre fief, qui a donné son nom à la famille Horric de La Motte-Saint-Genis. Cette ancienne famille fait remonter son origine à Horric, un chef des Vikings qui envahirent l'Angoumois au IXe siècle.
L'église paroissiale de Saint-Genis, datant du XIe siècle, était le siège d'un des 13 archiprêtrés de l'Angoumois.
Entre le Xe et XVIIIe siècles, Saint-Genis était aussi le siège d'une viguerie, qui rendait la justice localement. Au nombre de six sous les Carolingiens, le comté d'Angoulême comptera une vingtaine de vigueries après son extension au XIe siècle.
Pendant la première moitié du XXe siècle, la commune était desservie par la petite ligne ferroviaire d'intérêt local à voie métrique des Chemins de fer départementaux, la ligne d'Angoulême à Matha, appelée le Petit Rouillac. Des foires de fondation assez récente se tenaient au bourg le 3 de chaque mois.

## Politique et administration

### Liste des maires

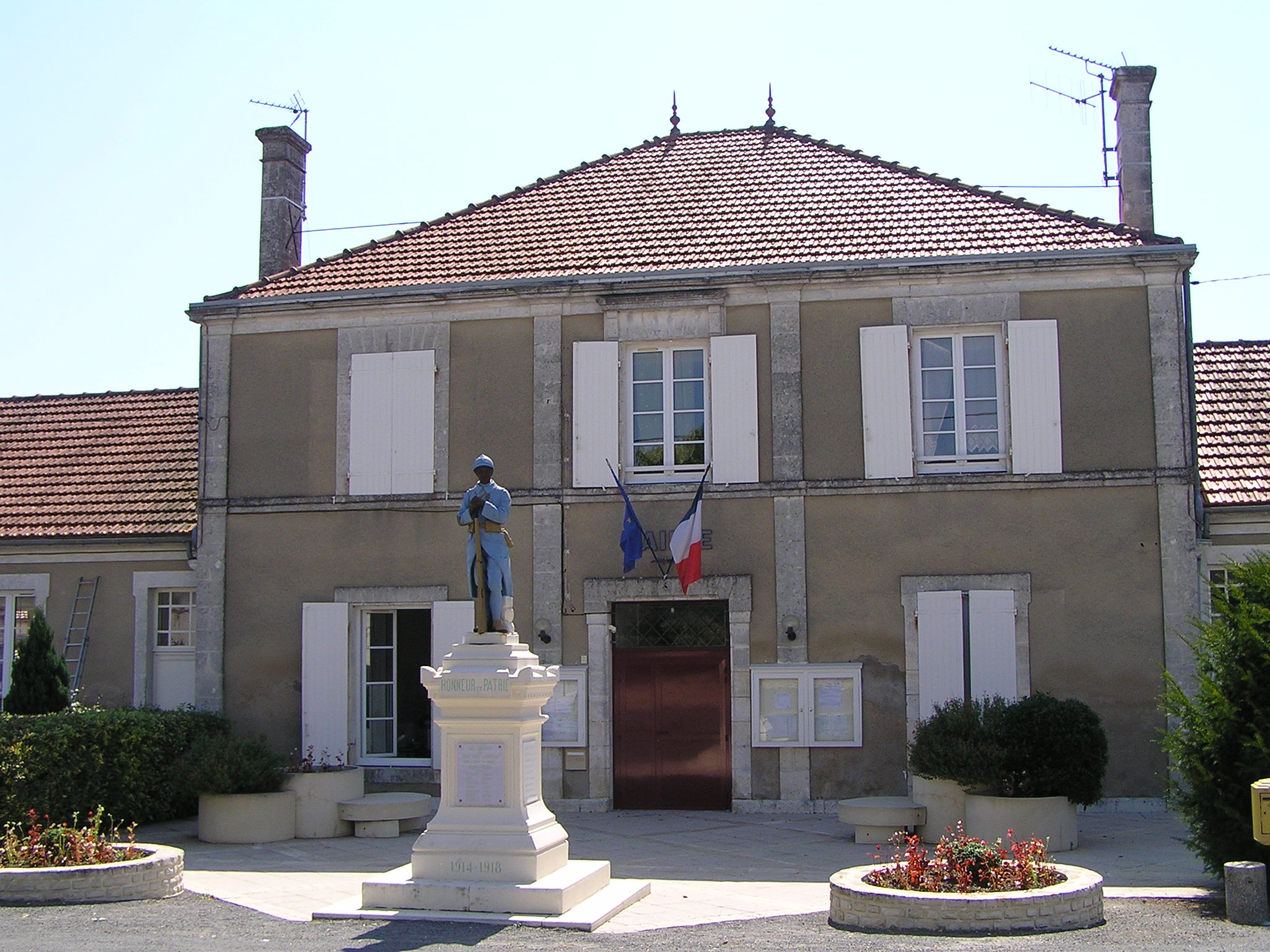
La mairie.

| Période                                  | Période              | Identité               | Étiquette | Qualité |
| ---------------------------------------- | -------------------- | ---------------------- | --------- | ------- |
| Les données manquantes sont à compléter. |                      |                        |           |         |
| 1983                                     | 2008                 | Jean-Marie Lapeyronnie |           |         |
| 2008                                     | 2017                 | Michèle Gaillard       | SE        |         |
| 2017                                     | 2022 (réélu en 2020) | Wilfried Fournier      | SE        |         |
| 2022                                     | En cours             | Stéphanie Roturier     | SE        |         |

### Fiscalité
La fiscalité est d'un taux de 22,98 % sur le bâti, 53,06 % sur le non bâti, et 9,85 % pour la taxe d'habitation (chiffres 2007).
La communauté de communes de Rouillac prélève 10,80 % de taxe professionnelle.

### Politique environnementale
Dans son palmarès 2024, le Conseil national de villes et villages fleuris de France a attribué une fleur à la commune.

## Démographie

### Évolution démographique
L'évolution du nombre d'habitants est connue à travers les recensements de la population effectués dans la commune depuis 1793. Pour les communes de moins de 10 000 habitants, une enquête de recensement portant sur toute la population est réalisée tous les cinq ans, les populations de référence des années intermédiaires étant quant à elles estimées par interpolation ou extrapolation. Pour la commune, le premier recensement exhaustif entrant dans le cadre du nouveau dispositif a été réalisé en 2004.

En 2022, la commune comptait 915 habitants, en évolution de +0,33 % par rapport à 2016 (Charente : −0,48 %, France hors Mayotte : +2,11 %).
| 1793  | 1800  | 1806  | 1821  | 1831  | 1841  | 1846  | 1851  | 1856  |
| ----- | ----- | ----- | ----- | ----- | ----- | ----- | ----- | ----- |
| 1 318 | 1 316 | 1 300 | 1 291 | 1 410 | 1 331 | 1 442 | 1 444 | 1 350 |

| 1861  | 1866  | 1872  | 1876  | 1881  | 1886  | 1891  | 1896 | 1901 |
| ----- | ----- | ----- | ----- | ----- | ----- | ----- | ---- | ---- |
| 1 410 | 1 465 | 1 366 | 1 344 | 1 208 | 1 098 | 1 012 | 931  | 938  |

| 1906 | 1911 | 1921 | 1926 | 1931 | 1936 | 1946 | 1954 | 1962 |
| ---- | ---- | ---- | ---- | ---- | ---- | ---- | ---- | ---- |
| 922  | 880  | 767  | 746  | 759  | 743  | 722  | 725  | 727  |

| 1968 | 1975 | 1982 | 1990 | 1999 | 2004 | 2006 | 2009 | 2014 |
| ---- | ---- | ---- | ---- | ---- | ---- | ---- | ---- | ---- |
| 706  | 694  | 724  | 836  | 806  | 838  | 837  | 875  | 912  |

| 2019 | 2022 | - | - | - | - | - | - | - |
| ---- | ---- | - | - | - | - | - | - | - |
| 896  | 915  | - | - | - | - | - | - | - |

### Pyramide des âges
La population de la commune est relativement jeune.
En 2018, le taux de personnes d'un âge inférieur à 30 ans s'élève à 31,6 %, soit au-dessus de la moyenne départementale (30,2 %). À l'inverse, le taux de personnes d'âge supérieur à 60 ans est de 27,9 % la même année, alors qu'il est de 32,3 % au niveau départemental.
En 2018, la commune comptait 459 hommes pour 442 femmes, soit un taux de 50,94 % d'hommes, largement supérieur au taux départemental (48,41 %).
Les pyramides des âges de la commune et du département s'établissent comme suit.
| Hommes | Classe d’âge | Femmes |
| ------ | ------------ | ------ |
| 0,7    | 90 ou +      | 1,4    |
| 6,6    | 75-89 ans    | 7,5    |
| 20,6   | 60-74 ans    | 19,1   |
| 19,7   | 45-59 ans    | 20,9   |
| 20,4   | 30-44 ans    | 20,0   |
| 12,5   | 15-29 ans    | 15,0   |
| 19,5   | 0-14 ans     | 16,1   |

| Hommes | Classe d’âge | Femmes |
| ------ | ------------ | ------ |
| 1      | 90 ou +      | 2,7    |
| 9,2    | 75-89 ans    | 12     |
| 20,6   | 60-74 ans    | 21,3   |
| 20,7   | 45-59 ans    | 20,3   |
| 16,8   | 30-44 ans    | 16     |
| 15,6   | 15-29 ans    | 13,4   |
| 16,1   | 0-14 ans     | 14,3   |

## Économie

### Agriculture
La viticulture occupe une partie de l'activité agricole. La commune est classée dans les Fins Bois, dans la zone d'appellation d'origine contrôlée du cognac.

### Commerces

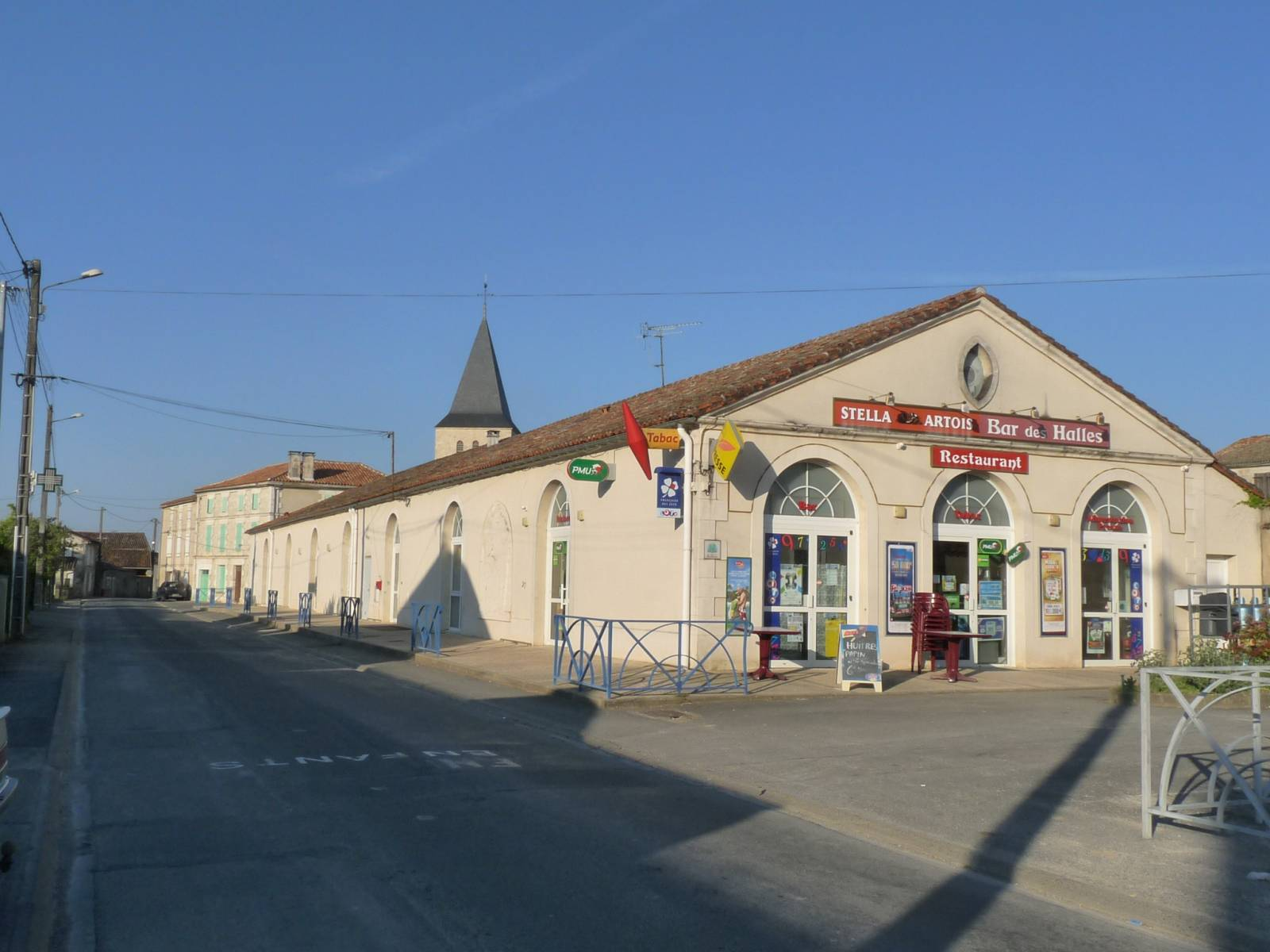
Restaurant.

Au bourg, le récent bâtiment des halles comprend un bar-restaurant.
Il y a une boulangerie, une pharmacie, un médecin, un notaire, deux garagistes, un bureau de poste, des infirmières et des artisans (électricien, tailleur de pierre, maçon...).

## Équipements, services et vie locale

### Enseignement
Saint-Genis-d'Hiersac possède une école élémentaire publique comprenant trois classes. Le secteur du collège est Rouillac.

### Vie locale
Le Club des anciens a changé son nom en janvier 2015 pour le Club de l'Amitié.

## Lieux et monuments

### Patrimoine religieux

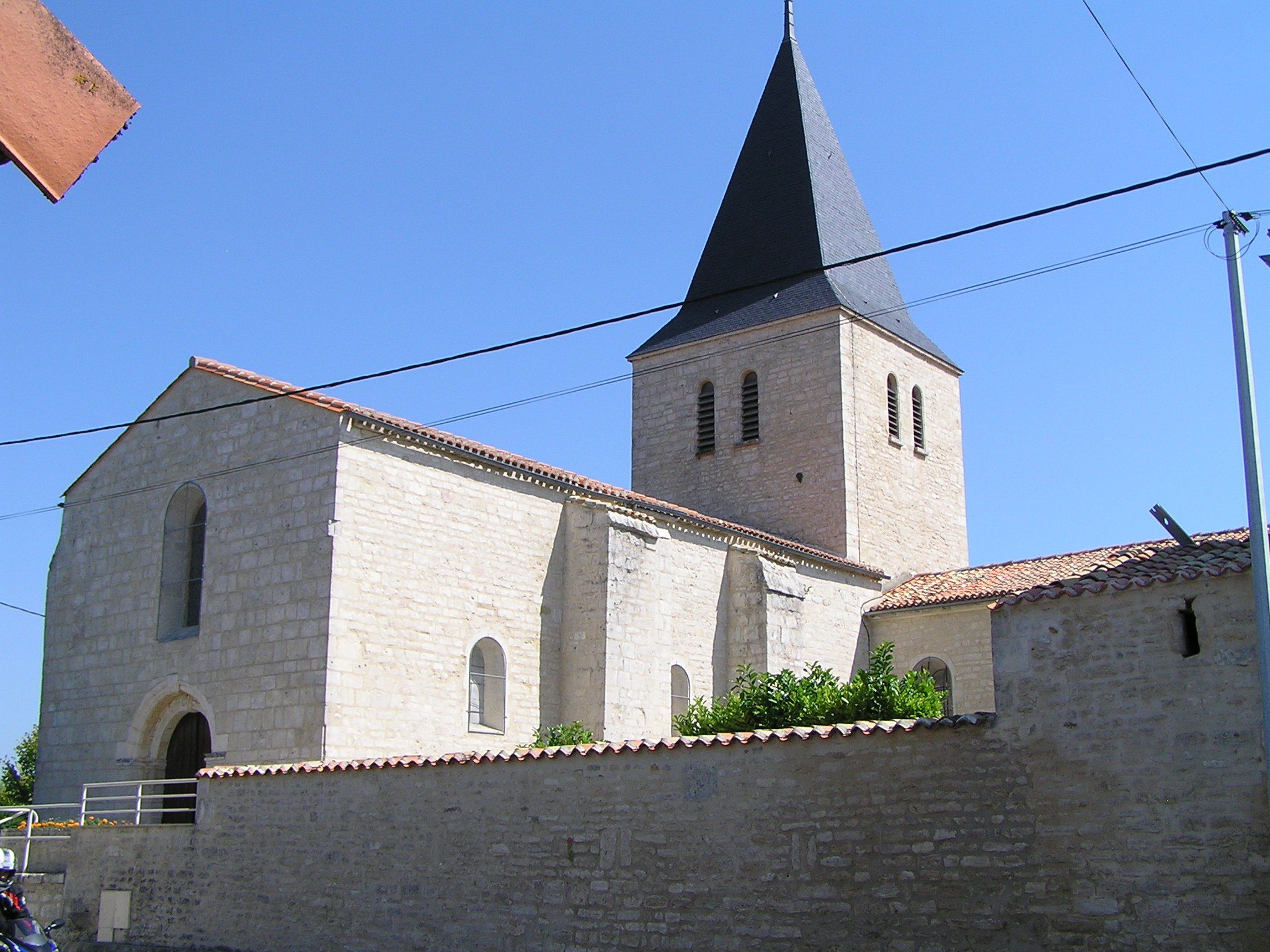
L'église.

L'église Saint-Genis date initialement du XIe siècle.

### Patrimoine civil
- Le logis de la Porte aux Loups a été construit au XVIIe siècle sur l'ancien château[25].
- Le logis de la Motte, au sud du bourg, date du XVIIIe siècle et comporte un portail en anse de panier qui est muré portant l'inscription Horric de la Mothe-Saint-Genis. Les deux pavillons latéraux ont été construits en 1788 et sont datés sur une cheminée à l'extérieur. Le puits est daté de 1763 : quatre colonnettes avec chapiteaux soutiennent un entablement arrondi ouvragé sur lequel repose une petite coupole.
- La Motteluche. Située à proximité du logis de la Motte, la motte arasée a fait l'objet d'une fouille en 1977. À cette occasion furent découverts les bases d'une tour carrée, une cave voûtée et un souterrain de plus de quinze mètres. Subsistent également de nombreuses boutisses d'angles et un puits de huit mètres. La motte est attestée avant la fin du XIe siècle dans le cartulaire de Saint-Amant-de-Boixe. Le matériel découvert lors de la fouille fait remonter l'occupation du site aux XIe et XIIe siècles[42].
- Le Logis de Boisrouffier, au nord-est de la commune, possède un magnifique pigeonnier carré.
- La voie Agrippa (ancienne voie romaine reliant Saintes à Lyon via Limoges), passe en limite nord de la commune.
- Faïencerie artisanale Roullet-Renoleau[43].
- Le monument aux morts, est situé devant la mairie. Il est surmonté de la statue du Poilu au repos, réalisée par Étienne Camus.

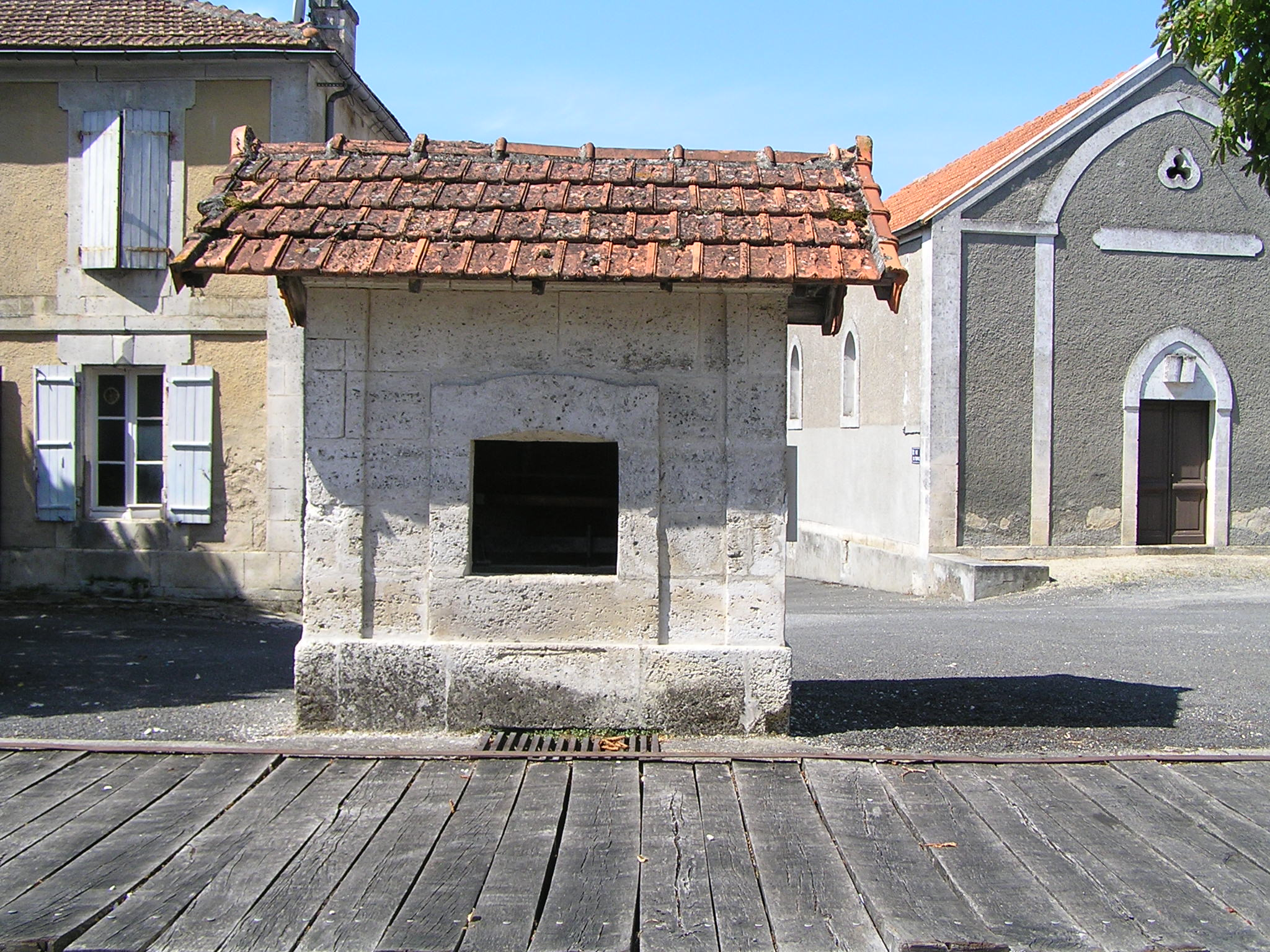
Poids public.
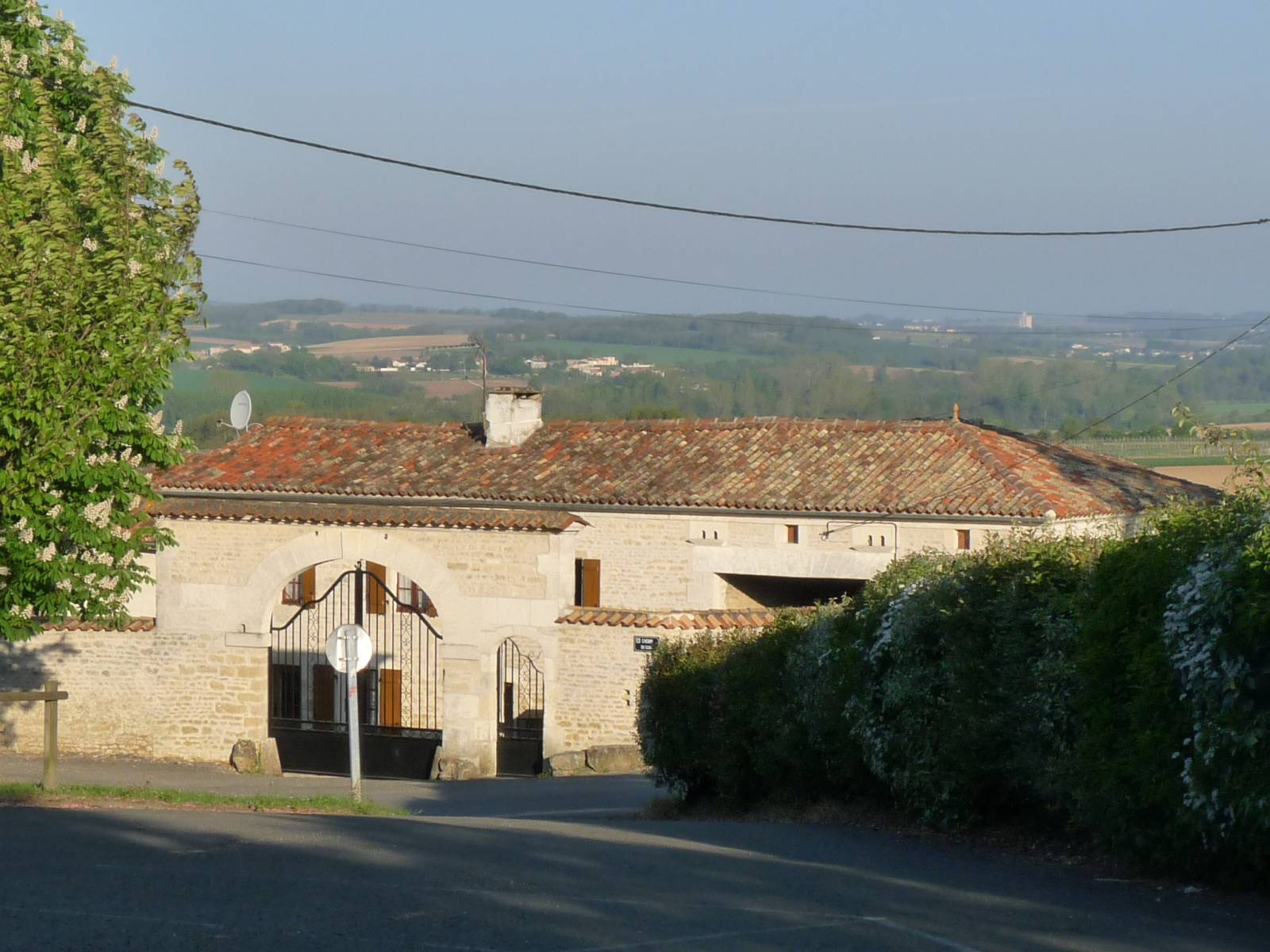
Logis, au bourg, dominant la vallée de la Nouère.
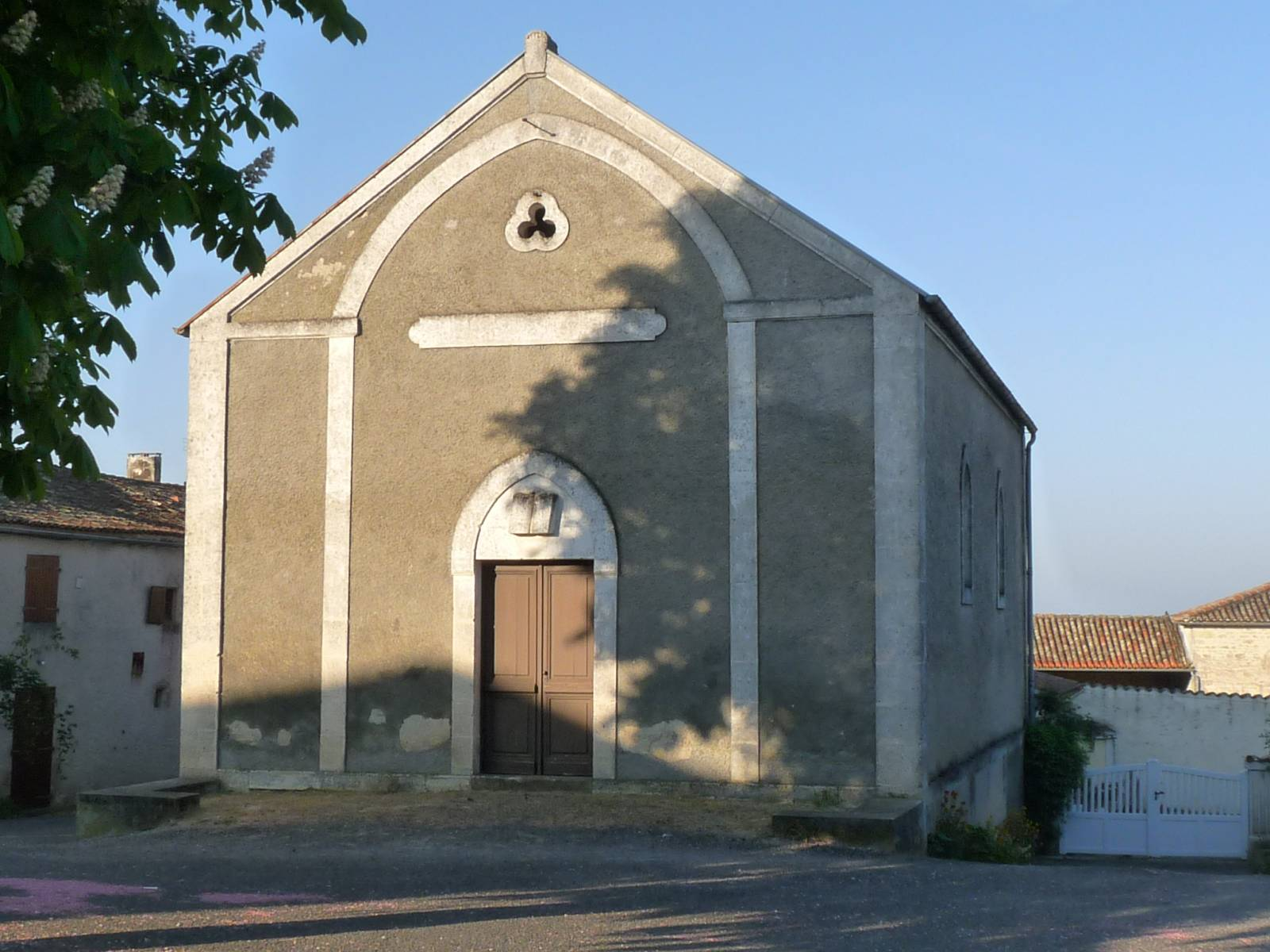
L'ancien temple protestant.
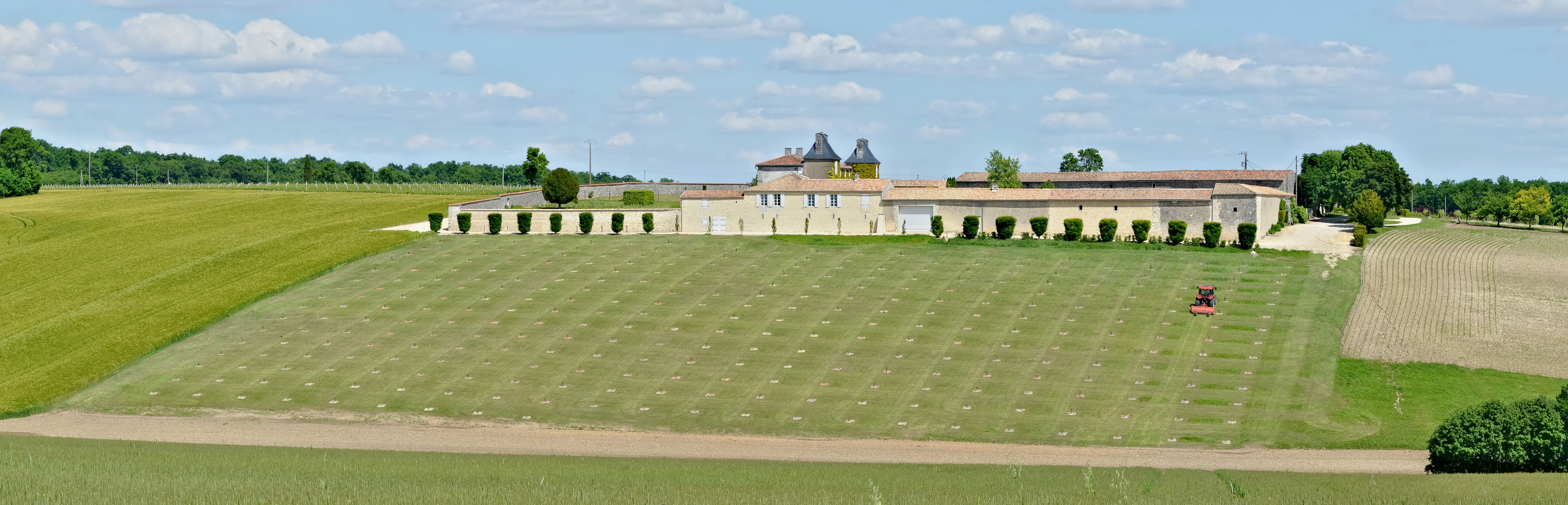
Le logis de la Motte vu de la D 53.
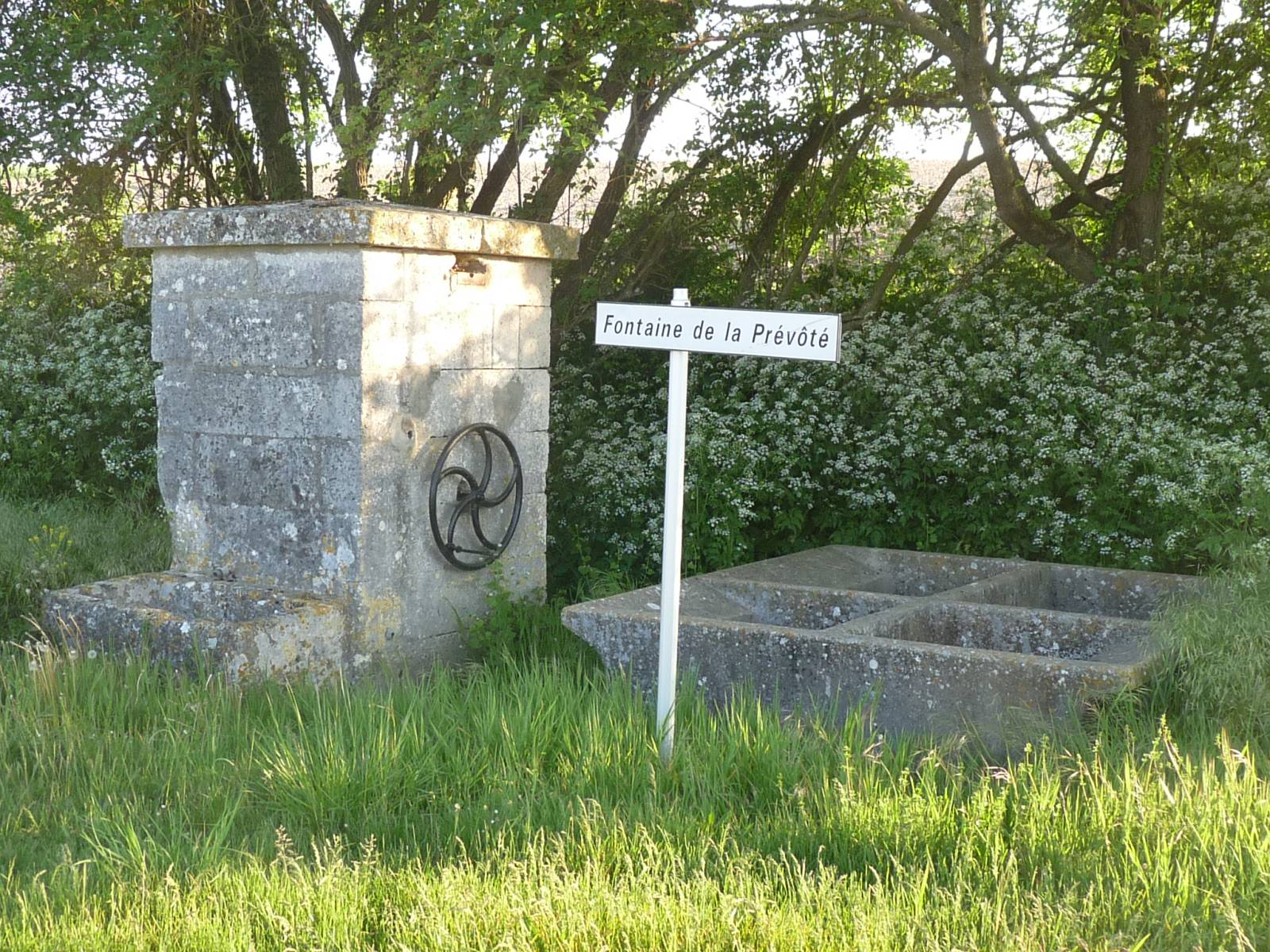
Fontaine de la Prévoté, une des nombreuses fontaines de la commune.
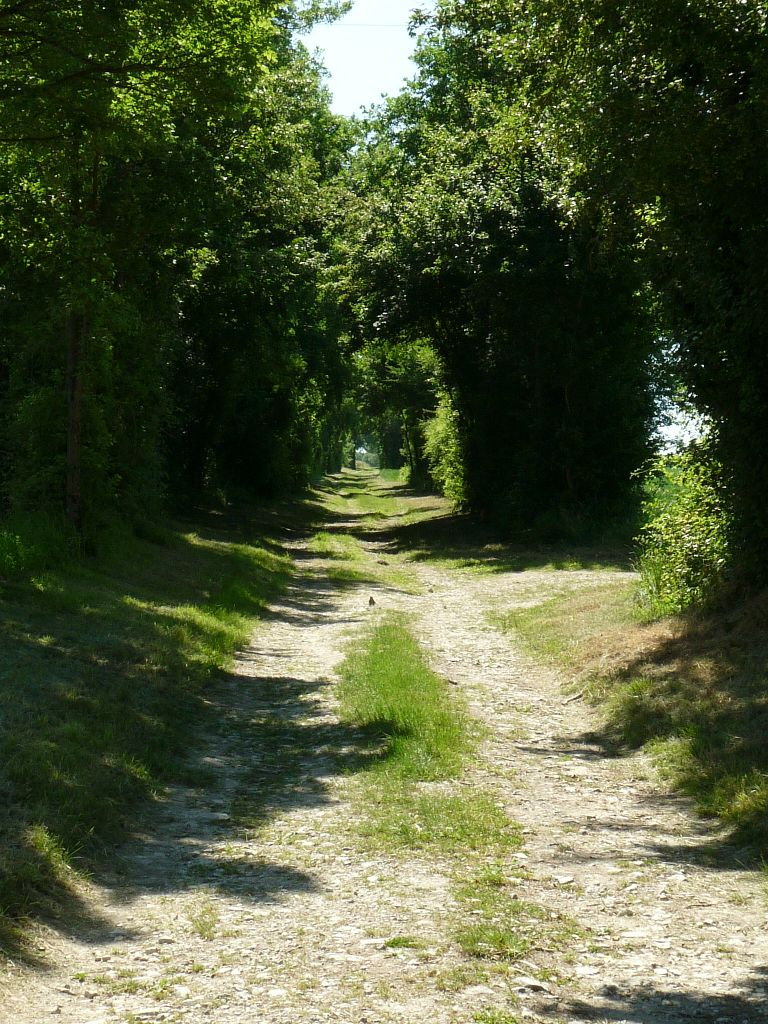
La voie Agrippa.

## Personnalités liées à la commune
- Josué Gaboriaud (1883-1955), peintre charentais, y est décédé.